# 裘錦秋中學（葵涌）

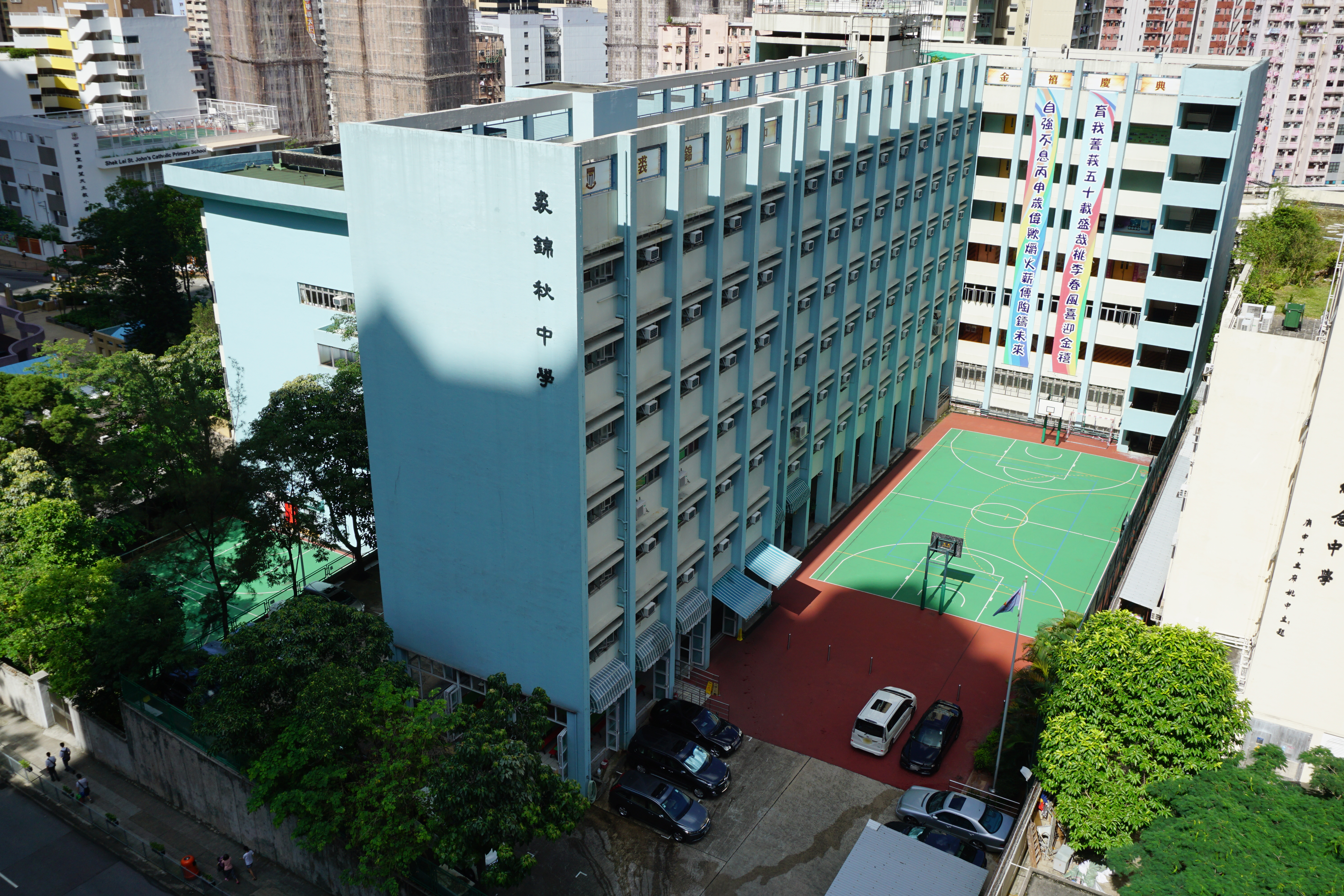
校舍東北面

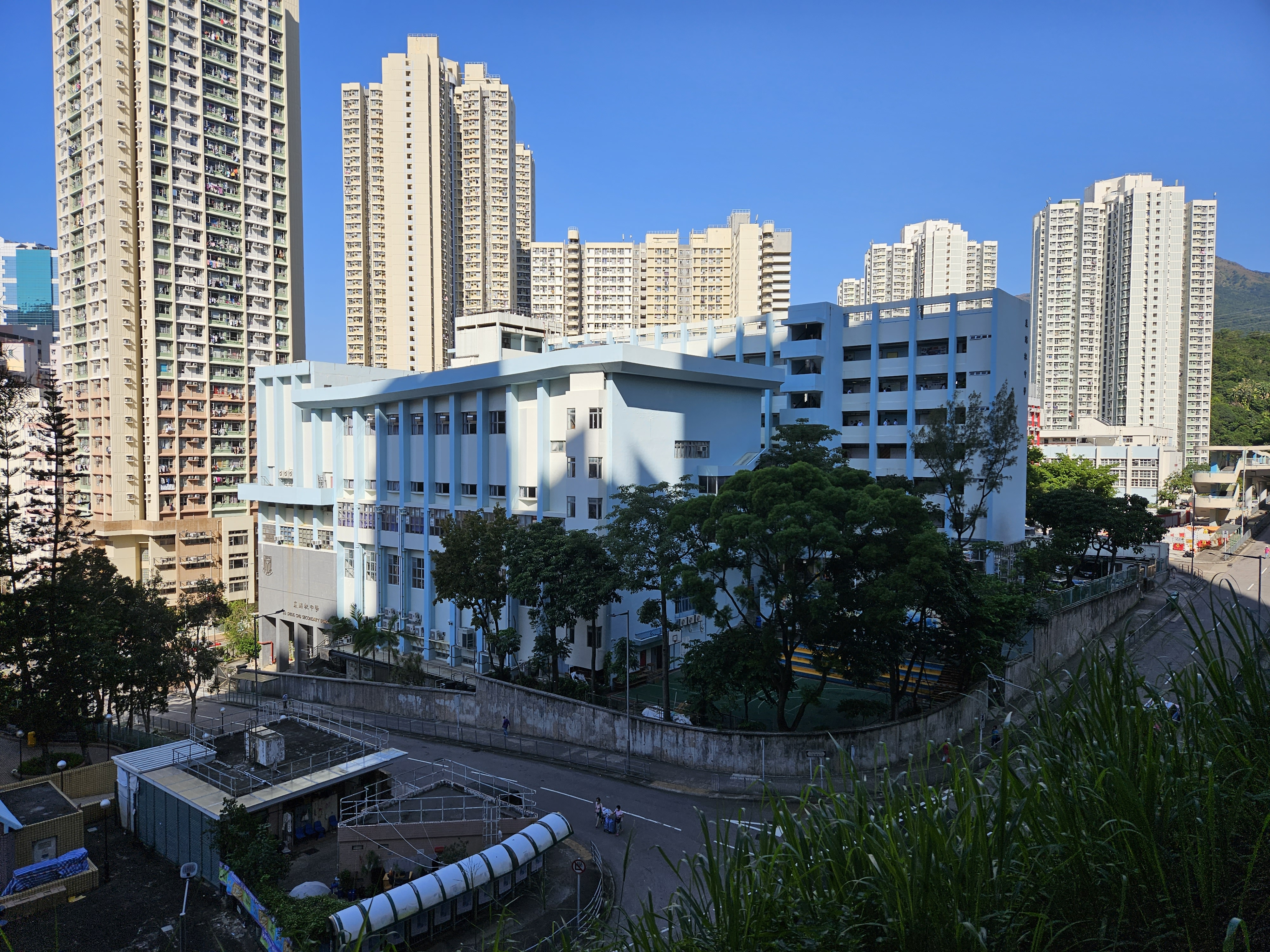
校舍

裘錦秋中學（葵涌）（英語：Ju Ching Chu Secondary School (Kwai Chung)）是香港葵青區內一所津貼中學。於1966年由邱德根創辦，前身為裘錦秋英文書院，原位於荃灣青山道遠東發展大廈，於1980年代初期遷往葵涌安捷街1號至11號。
裘錦秋中學的校訓是「自強不息」，語出《易經·乾卦》，原文「天行健，君子以自強不息」，意思是「自然運行，穩健無間之賢人志士，要發憤自勵，不停不棄」。

## 學校歷史
商人邱德根於1966年在荃灣創辦裘錦秋英文書院。，以紀念其在台灣空難身亡的妻子裘錦秋。學校校董會後來於1975年及1977年分別在元朗、屯門再開辦兩所中學，即元朗裘錦秋英文書院及屯門裘錦秋英文書院。及至1982年，荃灣校轉為政府資助津貼中學，並因原本位於遠東發展大廈的校舍不敷應用而遷往葵涌安捷街1號至11號。1994年9月正式易名為裘錦秋中學（葵涌）。

## 校政管理
歷任校監
- 邱裘錦蘭 女士[4]
- 邱達文 先生

歷任校長
- 1966年至2000年：盧恩成 先生
- 2000年至2016年：劉明偉 先生
- 2016年至2024年：岑小瑩 女士
- 2024年至今：吳漢鍇 先生

歷任副校長
- 楊博陵 先生
- 源植盛 先生

## 著名/傑出校友
專業界
- 林楚賢：香港大學李嘉誠醫學院矯形及創傷外科學系臨床副教授[4]
- 楊和生：香港電腦保安専家、特首選舉委員會第三、四屆委員
- 蘇碧婷：順德聯誼總會李金小學校長
- 劉永成：中國建築國際集團助理總經理、中國建築工程（香港）有限公司董事助理總經理

政商界
- 古揚邦：香港荃灣區議會議員、香港民建聯荃灣支部主席
- 汪敦敬：祥益地產總裁、地產代理監管局成員[4]

體育界
- 李劍煌：香港籃球代表、南華籃球隊兼消防員[6]
- 林慶麟：前香港足球代表隊隊員、now寬頻電視足球評述員[7]
- 楊正光：前香港足球運動員[7]
- 朱兆基：香港足球代表隊隊員[7]
- 盧均宜：香港足球代表隊隊員[8]
- 葉雪彬：香港跳繩運動員、教練[9]
- 黃麗芳：香港職業籃球員[6]
- 吳卓恩：香港殘奧游泳運動員[10]
- 陳翊麟：前香港籃球代表

公務界
- 蘇錦成，PMSM：香港警務處退休助理處長、和記黃埔地產物業管理總經理
- 蘇錦棠：香港警務處總警司
- 胡麗芳：香港第一位女消防員，九龍南區消防區長

傳播及演藝界
- 陸浩明：香港無綫電視主持人
- 趙勁皓：前香港籃球運動員、現時男模特兒及演員[11]
- 羅嘉玲：香港電台主持、廣播劇及配音導師[12]
- 梁皓楷：前亞洲電視男藝員
- 方皓玟：香港女藝人
- 麥翠嫻：前香港女藝人
- 雷霆：香港無綫電視配音員
- 黃子桐：香港女藝人
- 周秀蘭：前香港女演員